# Salamandra (Zeitschrift)
Salamandra (Eigenschreibweise SALAMANDRA) ist eine seit 1965 in Deutschland erscheinende Fachzeitschrift für Herpetologie und Terraristik. Herausgeber ist die Deutsche Gesellschaft für Herpetologie und Terrarienkunde (DGHT) mit Sitz in Salzhemmendorf (NRW). Chefredakteur ist Jörn Köhler.

## Geschichte
Die dem Peer-Review unterliegende Zeitschrift erschien seit 1965 (Band 1) bis zu Band 40 (2004) mit Beiträgen in deutscher und englischer Sprache. Ab Band 41 (2005) kam sie ausschließlich englischsprachig mit dem Zusatz German Journal of Herpetology heraus. Hierzu erschien von 2005 bis 2009 eine parallele deutschsprachige Ausgabe mit dem Titel Der Salamander. Die SALAMANDRA wurde in Journal Citation Reports, Science Citation Index Expanded, EBSCO, Current Contents, Scopus und den SCI Impact Factor aufgenommen. Seit Jahrgang 2017 erscheint die SALAMANDRA als reine Online-Zeitschrift nur in elektronischer Form, auf der Webseite der Zeitschrift ist der freie PDF-Download für jedermann möglich. Seit 2017 erhebt die DGHT auch „publication fees“ von Autoren, die nicht Mitglieder der DGHT sind.

## Inhalt
In der Zeitschrift erscheinen originale Forschungs- und Wissenschaftsartikel aus allen Feldern der Herpetologie, wie Phylogenie, Systematik, Taxonomie, Faunistik, Ökologie, Ethologie, Physiologie, Arten- und Naturschutz oder Amphiben- und Reptilienhaltung.